# 鳥居清政
鳥居 清政（とりい きよまさ、安永5年〈1776年〉 - 文化14年11月4日〈1817年12月11日〉）とは、江戸時代中期の浮世絵師。

## 来歴
鳥居清長の長男。関氏、俗称は市兵衛。一説に為吉。白子屋と号した。早くから父に絵を学び、錦絵を作画、特に美人画に優れており、天明6年（1786年）、11歳の折には「清長實子關清政」の款と「天明六年三月吉日」との書入れのある「女と凧を持つ子供図」を描いている。このように清政は画才もあって将来を嘱目されていたが、寛政7年（1795年）20歳の時、父清長に画業を止められた。これは清長の孫にあたる鳥居清峰が成長するまでの間、鳥居派宗家を預かることになった清長が、画系継承上の争いになることを恐れたためである。
鳥居派宗家三代清満の死後、鳥居家の家業である芝居看板絵は歌川豊春が代筆していた。ところが天明6年（1786年）の顔見世興行の際に、不慣れなため名題役者をひとり書き漏らすという大失態を豊春が起こした。これにより劇場側から再び鳥居派で看板を制作するよう懇望され、また天明8年（1788年）には清満の娘婿松屋の家に庄之助（後の清峰）が生まれていたので、以降清政は中継養子となって画業に携わり、清峰を鳥居家の跡取りとして養育することに全力を注いだ。そして後年、庄之助が鳥居家の跡継ぎと定まったことにより、清政は絵師を廃業させられたのであった。
清政の作品には「江戸紫娘道成寺」などがあげられる。文化14年（1817年）11月4日死去。享年42。法名は持法善住信士。墓所は本所回向院。

## 作品
- 「四世岩井半四郎　江戸紫娘道成寺」大判錦絵 中右瑛コレクション
- 「四世岩井半四郎の白拍子野分」大判錦絵 大首絵 寛政5年 ベルギー王立美術歴史博物館所蔵
- 「なにはやおきた」 間判錦絵 寛政 シカゴ美術館所蔵
- 「たかしまおひさ」 間判錦絵 寛政
- 「頭巾を被った女と凧を持つ子供」紙本着色 1幅  ※「天明六年三月吉日」、「清長実子関清政「関氏之章」」と書入あり[2]。
- 「文読み美人図」 絹本着色 1幅 東京国立博物館所蔵

## 鳥居清政が登場した文芸作品
- 『清政　絵師になりたかった少年』（作・茂木ちあき、絵・高橋ユミ、新日本出版社、2015年初版） - 鳥居清政を主人公とした児童向け時代小説

## 関連文献
- 「鳥居清政」『浮世絵備考』、梅本鐘太郎 (塵山) 編、東京：東陽堂、1898年、51頁。(国立国会図書館デジタルコレクション)。
- 「鳥居清政筆・難波屋おきた 本會藏」『浮世絵板画傑作集』第6集 鳥居清長、浮世絵研究会 (編)、東京：浮世絵研究会、1920年、23頁。(国立国会図書館デジタルコレクション)。